# Open Canyon
Der Open Canyon ist eine Schlucht im Grand-Teton-Nationalpark im Westen des US-Bundesstaates Wyoming. Der Canyon wurde durch Gletscher gebildet, die sich am Ende des letzteiszeitlichen Maximums vor etwa 15.000 Jahren zurückzogen und ein Trogtal hinterließen.

## Lage
Der Open Canyon liegt im südlichen Teil der Teton Range, einer Bergkette, die sich 100 Kilometer in Nord-Süd-Richtung durch das westliche Wyoming zieht. Die Schlucht liegt westlich des Tals Jackson Hole und wird von einer Reihe hoher Berggipfel umschlossen. Südlich liegt ein Gebirgsgrat, der sich vom Talboden von Jackson Hole bis zum Mount Hunt zieht. Nördlich liegen der 3428 m hohe Prospectors Mountain sowie die westlich davon im Gratverlauf liegenden Gipfel Peak 10988 und Peak 10905. In einem Kar östlich des Peak 10905 liegt der Coyote Lake, ein kleiner Bergsee auf 3109 m, der sich über einen namenlosen Bach in den Snake River entwässert. Der Canyon verläuft in West-Ost-Richtung, durch den Canyon verläuft der am Phelps Lake startende Open Canyon Trail über den Bergpass Mount Hunt Divide bis hinab in den südlich des Mount Hunt gelegenen Granite Canyon.

## Belege
1. ↑  Naturalatlas: Open Canyon. Abgerufen am 4. Dezember 2021 (englisch).
2. ↑  Geographic Names Information System: Open Canyon. Abgerufen am 4. Dezember 2021.
3. ↑  Mount Hunt – Peakbagger.com. Abgerufen am 4. Dezember 2021.